# Al-Hàssan ibn Muhàmmad
Al-Hàssan ibn Muhàmmad fou un emir hàfsida del 1526 al 1543 amb un període entre 1534 i 1535 en què fou expulsat de Tunis. Era fill d'Abu-Abd-Al·lah Muhàmmad (V), a qui va succeir a la seva mort el 1526.
L'agost del 1534 el paixà otomà d'Alger, el pirata Khair ed-Din Barba-rossa, va ocupar Tunis. Al-Hàssan va haver de fugir i es va refugiar amb els espanyols, que el 1535 van ocupar La Goulette i van organitzar una expedició que va ocupar Tunis (juliol) i el va restablir.
Es va enfrontar llavors amb els turcs de Kairuan (1535 a 1536) i després contra sidi Arafa, cap de l'estat marabut fundat a Kairuan el 1540 per la tribu dels xabbiyya.
Finalment, el 1543, el seu fill gran Àhmad (IV) ibn al-Hàssan el va enderrocar i va ocupar el seu lloc.